# Sede della Banca d'Italia (Massa)
La sede della Banca d'Italia è situata tra piazza Garibaldi 3-4 e viale Chiesa a Massa.

## Storia
A seguito dell'insufficienza dei vecchi locali, situati in un antico palazzo in piazza Mercurio, l'amministrazione decide di edificare una nuova sede in un'area più accessibile e leggermente più periferica. Il progetto per la nuova sede della banca d'Italia viene commissionato all'architetto Giulio Roisecco alla metà degli anni sessanta: gli esecutivi vengono approntati a partire dal 1965 ed i lavori rapidamente avviati: l'edificio viene inaugurato nel 1968.
Nel 2008 la sede è stata chiusa, e nel 2018 inizia a circolare la notizia del trasferimento della Questura. I lavori di adeguamento sarebbero dovuti iniziare nel 2023, ma attualmente sono sospesi e l'edificio è dismesso.

## Descrizione
La banca è situata nel centro di Massa e definisce il fronte settentrionale di piazza Garibaldi, posta a cerniera tra il tridente di vie provenienti da Marina e dalla Stazione e l'asse di viale Eugenio Chiesa che, attraversando longitudinalmente il centro, giunge fino al cuore della piazza del teatro e del municipio.
Sulla piazza, con aiuole perimetrali scandite da palme, prospettano edifici estremamente eterogenei: a fianco del palazzo della Banca sono situati una palazzina a 3 piani e, sull'altro fronte, un edificio adibito a negozi, uffici e residenza su 8 piani: sull'altro fronte della strada è situata una cappella con portico di stile barocco, il santuario della Misericordia, fungente da fondale allo spazio raccolto della piazza.
Il lotto in cui insiste l'edificio è delimitato a est da un angusto vicolo che si ricongiunge a viale Democrazia e ad ovest da viale Chiesa, dove è situato l'accesso meccanizzato al corpo cilindrico dei parcheggi a silo.

### Esterno
L'edificio si caratterizza per una planimetria ed un impianto estremamente articolati, sviluppati su 5 e 7 piani fuori terra, giocati sull'intersezione di due forme plastiche pure: il cilindro (il corpo della Banca, i vani scala ed il silos dei parcheggi) ed il parallelepipedo con angoli fortemente acuti (il blocco della residenza). Nell'insieme il complesso si articola in tre diversi nuclei: il volume dei parcheggi - situato sul retro con accesso dalla via Chiesa e collegato agli altri due blocchi tramite un corpo ad un piano, in cemento faccia vista con pilastri circolari che contrassegnano l'andamento elicoidale del parapetto con corrimano in acciaio - e quelli della residenza e degli uffici.
Questi due nuclei sono unificati al piano terra dalla presenza di una piastra in cui sono localizzati gli accessi e le finestrature della hall della Banca ed al piano superiore da un grande spazio vuoto, scandito dai pilastri, nel quale risaltano il volume cilindrico del vano scala della residenza, in cemento a faccia vista ed ammorsato al sottosostante parapetto, ed il corpo, sempre cilindrico, degli uffici della banca, caratterizzati in pianta dalla distribuzione perimetrale dei vani ai quali si accede da un vano centrale, illuminato dal grande lucernario. Al volume delle banca è inoltre addossato, nell'angolo sud-est della piastra, lo svettante cilindro del vano scale in acciaio e vetro, caratterizzato dalla partitura orizzontale delle fasce in vetro trasparente e satinato.
I due corpi della residenza e degli uffici oltreché per volumetria, risultano diversi anche nel ritmo delle aperture: piccole finestre abbinate in numero di quattro nel compatto cilindro della torre, finestre alternate a balconi con parapetto in cemento faccia vista nel blocco delle residenze. Uguale è invece la soluzione del paramento, lastre in pietra artificiale di colore rosa riquadrate da cornici in cemento aggettanti, e quella della copertura: in ambedue i casi infatti emerge un corpo cilindrico, il corpo scale vetrato con sottostante muratura curvilinea ammorsata al parapetto della copertura nel caso della residenza, l'anello circolare in cemento faccia vista nel caso della banca.

## Fortuna critica
I giudizi critici sull'intervento sono assai ridotti: entusiastico quello del Giorgieri (1989) il quale evidenzia come la costruzione affidi la sua qualificazione formale all'articolata disposizione dei volumi che producono un forte effetto plastico, proponendo soluzioni architettoniche del tutto nuove per la città, come i giardini pensili e gli scattanti volumi cilindrici.